# Wacław Olszak
Wacław Olszak  (* 24. Oktober 1902 in Karwin; † 8. Dezember 1980 in Udine) war ein polnischer Bauingenieur.

## Leben
Olszak war ein hervorragender Student an der TH Wien (1920 bis 1925) und anschließend an der Sorbonne. Er war ein erfolgreicher Bauingenieur im Südwesten Polens, erkrankte aber schwer nach einer Reise in den Mittleren Osten 1927. Er wurde 1933 an der TH Wien und 1934 am Polytechnikum in Warschau promoviert. 1937 habilitierte er sich an der Bergbauakademie in Warschau. Im Zweiten Weltkrieg schlug er sich als Fabrikarbeiter und LKW-Fahrer durch. Angebote auf Lehrstühle in Wien, München und Dresden schlug er aus und wurde 1946 Professor an der Bergbauakademie in Krakau. Ab 1952 war er Professor für Festigkeitslehre am Polytechnikum in Warschau, woraus Olszak später den Lehrstuhl für Elastizitäts- und Plastizitätstheorie machte. 1967 wurde er zum Mitglied der Leopoldina gewählt. Seit 1969 war er Mitglied der Académie des sciences.
Von ihm stammen Beiträge zur Plastizitätstheorie, Viskoelastizität und Spannbeton.
Mit Witold Nowacki organisierte er das Centre International des Sciences Mecaniques in Udine.

## Schriften
- mit z. Mróz: The method of inversion in the theory of plates. In: Proc.IABSE, Band 16, Zürich 1956
- mit J. Ryschlewski, W. Urbanowski: Plasticity under nonhomogeneous conditions. In: Advances in Applied Mechanics, VII, Academic Press, 1962.
- mit Z. Mróz, P. Perzyna: Recent trends in the development of the theory of plasticity. Pergamon Press, Oxford; PWN, Warschau 1963
- mit A. Sawczuk: Inelastic behaviour in shells. Noordhoff, Groningen 1967.